# 滑鰭真巨口魚
滑鰭真巨口魚（学名：Eustomias lipochirus）为輻鰭魚綱巨口鱼目巨口鱼科的其中一種。分布於大西洋海域，為深海魚類，體長可達23.8公分。

## 扩展阅读
維基物種上的相關：滑鰭真巨口魚